# LIPN
LIPN (англ. Lipase family member N) – білок, який кодується однойменним геном, розташованим у людей на 10-й хромосомі. Довжина поліпептидного ланцюга білка становить 398 амінокислот, а молекулярна маса — 45 534.
| 10         |  | 20         |  | 30         |  | 40         |  | 50         |
| ---------- |  | ---------- |  | ---------- |  | ---------- |  | ---------- |
| MMWLLLTTTC |  | LICGTLNAGG |  | FLDLENEVNP |  | EVWMNTSEII |  | IYNGYPSEEY |
| EVTTEDGYIL |  | LVNRIPYGRT |  | HARSTGPRPV |  | VYMQHALFAD |  | NAYWLENYAN |
| GSLGFLLADA |  | GYDVWMGNSR |  | GNTWSRRHKT |  | LSETDEKFWA |  | FSFDEMAKYD |
| LPGVIDFIVN |  | KTGQEKLYFI |  | GHSLGTTIGF |  | VAFSTMPELA |  | QRIKMNFALG |
| PTISFKYPTG |  | IFTRFFLLPN |  | SIIKAVFGTK |  | GFFLEDKKTK |  | IASTKICNNK |
| ILWLICSEFM |  | SLWAGSNKKN |  | MNQSRMDVYM |  | SHAPTGSSVH |  | NILHIKQLYH |
| SDEFRAYDWG |  | NDADNMKHYN |  | QSHPPIYDLT |  | AMKVPTAIWA |  | GGHDVLVTPQ |
| DVARILPQIK |  | SLHYFKLLPD |  | WNHFDFVWGL |  | DAPQRMYSEI |  | IALMKAYS   |

A: Аланін

C: Цистеїн

D: Аспарагінова кислота

E: Глутамінова кислота

F: Фенілаланін

G: Гліцин

H: Гістидин

I: Ізолейцин

K: Лізин

L: Лейцин

M: Метіонін

N: Аспарагін

P: Пролін

Q: Глутамін

R: Аргінін

S: Серин

T: Треонін

V: Валін

W: Триптофан

Кодований геном білок за функцією належить до гідролаз. 
Задіяний у таких біологічних процесах, як метаболізм ліпідів, деградація ліпідів. 
Секретований назовні.